# 유도 플라스마
유도 플라스마(또는 유도 결합 플라스마)는 전자기 유도에 의해 생성되는 고온 플라스마의 한 종류이다. 자기장은 플라스마를 형성하는 가스 내에서 전류를 유도하고, 플라스마는 최대 10,000K까지 가열한다. 유도 플라스마 기술은 분말 구상화, 나노 물질 합성 및 플라스마 풍동과 같은 분야에 사용된다. 이 기술은 유도 플라스마 토치를 통해 적용되며, 이 토치는 유도 코일, 격리 챔버, 토치 헤드 또는 가스 분배기의 세 가지 기본 요소로 구성된다. DC 플라스마 토치와 비교했을 때 이 기술의 주요 이점은 정기적으로 교체해야 하고 플라스마에 오염을 유발하는 전극을 제거할 수 있다는 것이다.

## 분말 구상화
고구형 분말은 적층 제조, 분말 야금, 전자 패키징 및 의료용 분말과 같은 다양한 산업 분야에서 필요하다. 구형 분말의 이점은 다음과 같다.
1. 분말 유동성 향상.
2. 분말 충진 밀도 증가.
3. 분말 베드 공정의 확산성 향상.

분말 구상화는 비행 용융 공정이다. 불규칙한 모양의 분말 전구체가 유도 플라스마에 도입되고 각 입자가 개별적으로 용융된다. 액체 방울은 표면 장력의 작용으로 구형으로 변한다. 이 물방울은 플라스마 기둥에서 떨어질 때 냉각되어 구형 입자로 응고된다. 이 공정은 전극이나 도가니를 사용하지 않기 때문에 매우 높은 순도의 분말을 유지할 수 있다. 이 기술은 실험실 및 산업 규모 모두에서 사용할 수 있다.
매우 다양한 세라믹, 금속 및 금속 합금이 유도 플라스마 구상화를 사용하여 성공적으로 구상화되었다. 플라스마의 고온으로 인해 용융 온도가 매우 높은 재료도 구상화될 수 있다. 다음은 상업적 규모로 구상화되는 몇 가지 일반적인 재료이다.
- 산화물 세라믹: SiO2, ZrO2, YSZ, Al2TiO5, 유리
- 비산화물: WC, WC–Co, CaF2, TiN
- 금속: Re, Ta, Mo, W
- 합금: Cr-Fe-C, Re-Mo, Re-W, 고엔트로피 합금

가스 분무법과 비교한 분말 구상화의 장점은 다음과 같다.
- 높은 수율(구상화된 분말은 전구체 분말과 동일한 입자 크기 분포를 가짐)
- 다양한 재료(거의 모든 세라믹 및 금속)
- 고순도(전극 또는 도가니로 인한 오염 없음)
- 구형도 개선 및 경우에 따라 산소 함량 감소로 인해 사용한 분말을 재활용할 수 있다.
- 높은 구형도, 낮은 다공성 및 위성(매우 작은 분말) 부재

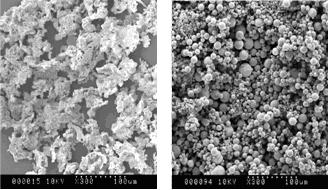
편상 레늄 분말은 유도 플라스마 구상화 처리 후 조밀하게 분리된 구체가 됩니다
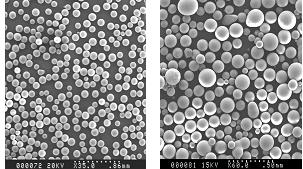
유도 플라스마(에어 플라스마)에 의해 구상화된 SiO2 분말,  생산량 15~20kg/h

## 나노 물질 합성
나노 물질 합성을 위한 산업 기술의 과제는 생산성, 품질 관리 및 경제성이다. 유도 플라스마 기술은 전구체의 비행 중 증발을 구현하고, 10000K의 고온 플라스마로 인해 끓는점이 매우 높은 물질도 증발시킬 수 있다. 다양한 분위기 하에서 작동하면 나노 입자의 코어와 표면의 잘 제어 된 화학 조성으로 다양한 나노 분말을 합성 할 수 있다. 이 기술은 실험실 및 산업 규모 모두에서 사용할 수 있다. 나노 분말 합성에 사용되는 유도 플라스마는 고순도, 높은 유연성, 그리고 작동 및 공정 제어가 쉬워, 타 기술에 비해 많은 장점이 있다.
나노 합성 공정에서, 물질은 먼저 유도 플라스마에서 증발할 때까지 가열되고, 증기는 급냉/반응 영역에서 매우 빠르게 급냉된다. 급냉가스는 합성되는 나노 분말의 종류에 따라, Ar 및 N2와 같은 불활성 가스 또는 CH4 및 NH3와 같은 반응성 가스가 사용될수 있다. 생성된 나노 분말은 일반적으로 플라스마 반응기 섹션과 분리되어 설치된 다공성 필터에 의해 포집된다. 금속 분말은 반응성이 높기 때문에 필터에서 합성된 분말을 포집하기 전에 분말 패시베이션에 특별한 주의를 기울여야 한다.
유도 플라스마 시스템은 나노 분말의 합성에 성공적으로 사용되었다. 생성된 나노 입자의 일반적인 크기 범위는 사용된 급냉 조건에 따라 20nm ~ 100nm이다. 생산성은 재료의 물리적 특성과 플라스마의 출력 수준에 따라 20g/h에서 3~4kg/h까지 다양하다. 산업 응용을 위한 일반적인 유도 플라스마 나노 합성 시스템은 다음과 같다. 이러한 장비에서 합성 된 일부 나노 입자의 사진이 포함되어 있다.

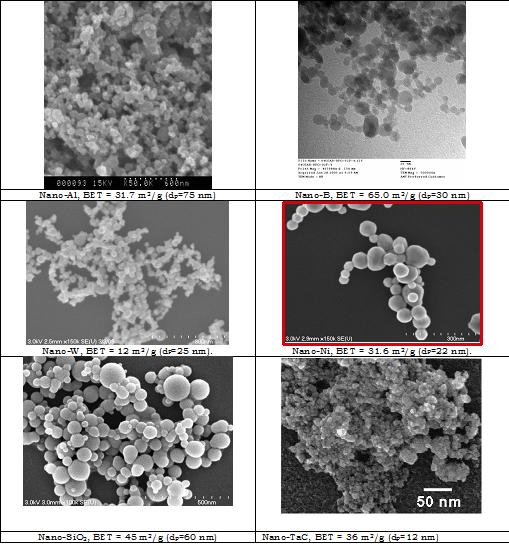
유도 플라스마 처리로 제조된 나노 입자 분말들
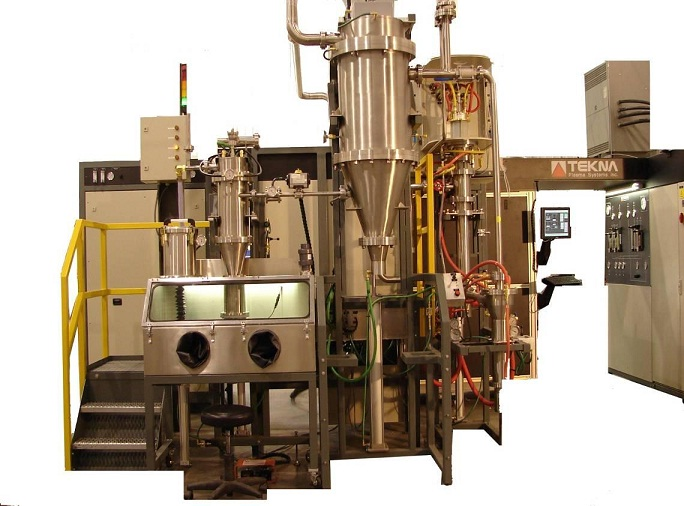
나노 분말 합성을 위한 유도 플라스마 시스템

## 플라스마 풍동
대기 진입 중에 우주선은 높은 열유속에 노출되므로 열 보호 시스템 재료로 보호해야 한다. 개발을 위해서는 이러한 재료를 유사한 조건에서 테스트해야 한다. 고엔탈피 지상 시험 시설이라고도 불리는 플라스마 풍동은 이러한 조건을 재현한다. 유도 플라스마는 오염 물질이 없는 고엔탈피 플라스마를 생성할 수 있기 때문에 이러한 플라스마 풍동에 사용된다.